# 沙拉盖市镇
沙拉盖市镇（俄语：Шарагайское муниципальное образование）是俄罗斯联邦伊尔库茨克州巴拉甘斯克区所属的一个市镇。其下辖有个居民点，行政中心为沙拉盖。据2016年统计，该市镇的人口为525人。